# 艾迪生鎮區 (伊利諾伊州杜佩奇縣)
艾迪生鎮區（英語：Addison Township）是位於美國伊利諾伊州杜佩奇縣的一個行政鎮區。

## 地方資料
根據2010年美國人口普查的數據，艾迪生鎮區的面積為84.00平方千米，當中陸地面積為82.20平方千米，而水域面積為1.80平方千米。當地共有人口89248人，而人口密度為每平方千米1,062.48人。